# Тактика хірургії контролю пошкоджень

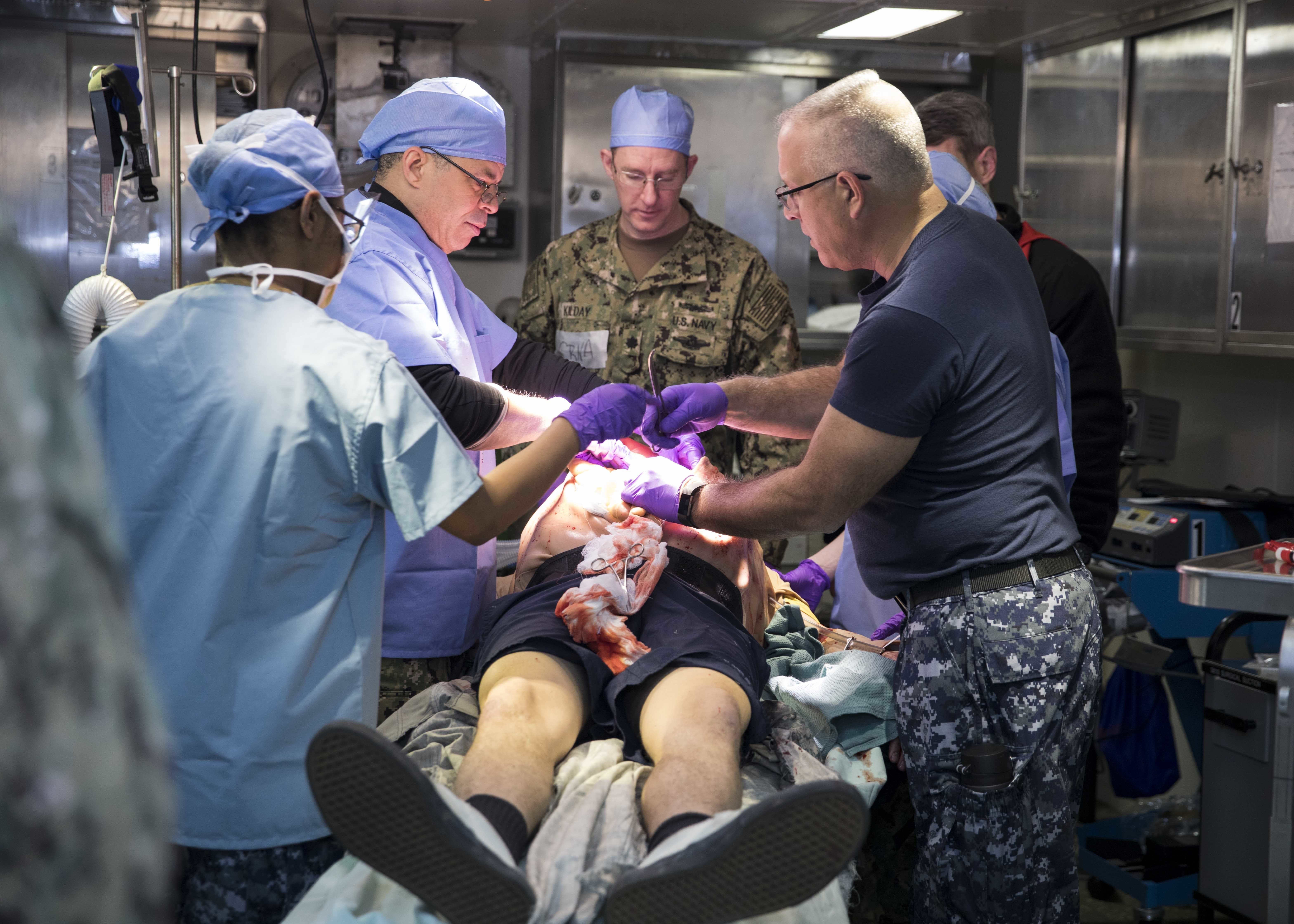
Лапартомія яка проводится військовими лікарями США в рамках тактики хірургії контролю пошкоджень

Тактика хірургії контролю пошкоджень(Damage control surgery, абр. DCS) — етапне хірургічне лікування, яке передбачає три етапи: максимально швидка зупинка кровотечі в грудній і/або черевній (включно з порожниною тазу) порожнинах, стабілізація стану постраждалого, кінцева хірургічна корекція пошкоджень. Такі хірургічні втручання, спрямовані на збереження життя пацієнта, а не на відновлення анатомії пошокджених органів. В загальному сенсі, тактика контролю пошкоджень (damage control) в першу чергу спрямована на проведення етапного хірургічного лікування постраждалих (хірургія контролю пошкоджень (Damage control surgery (DCS)) та з одночасною агресивною стабілізацією їх стану (інтенсивна терапія контролю пошкоджень (Damage control resuscitation (DCR)).
Мета тактики хірургії контролю пошкоджень полягає в тому, щоб звести до мінімуму хірургічне втручання шляхом швидкого контролю кровотечі та тривалої контамінації. Після досягнення цих цілей хірургічне втручання припиняється, щоб забезпечити фізіологічне відновлення шляхом реанімації та інтенсивного лікування з подальшою відстроченою анатомічною корекцією травми.
Основною причиною смерті серед травмованих пацієнтів залишається неконтрольована кровотеча, на яку припадає приблизно 30–40 % смертей, пов'язаних із травмою. Такий метод порятунку життя, як тактика хірургії контрою пошкоджень, значно знизив захворюваність і смертність тяжкохворих пацієнтів, хоча збергіається вірогідність виникнення можливих ускладненнь в подальшому.

## Історія
Тампонада ушкоджень печінки була вперше описана Джеймсом Хогартом Прінглом (James Hogarth Pringle (1863—1941) британський хірург австралійського походження, автор відомомого хірургічного прийому Прінгла) у 1908 році. Він встановлював тампони навколо печінки у 4 пацієнтів, один з яких пережив першу операцію, але помер через 4 дні від тромбоемболії легеневої артерії. На секції кровотеча з печінки (а також із правої нирки, яку він теж тампонував) була зупинена. Вільям Стюарт Халстед використовував схожий прийом, але для запобігання міцній адгезії тампонів до тканини печінки він встановлював прогумовані простирадла між ними. Таким чином, він профілактував рецидив кровотечі після видалення тампонів.
Волтер Бредфорд Кеннон у 1918 році, висловив думку, про недоцільність відновлення нормального артеріального тиску, поки кровотеча не зупинена. Однак ця думка була забута, а на зміну прийшла агресивна догоспітальна та передопераційна інфузійна терапія, яка вважалася стандартом надання допомоги.
Марлева тампонада печінки при широких її пошкодженнях та тяжкому стані постраждалих застосовувалася під час Другої світової війни радянськими хірургами, а в методичних вказівках МОЗ СРСР від 1984 р., складених у НДІ швидкої допомоги ім. Н. В. Скліфосовського, містяться вказівки про використання тимчасової тампонади черевної порожнини та припинення хірургічних маніпуляцій з метою стабілізації гемодинаміки у потерпілих із тяжкою травмою живота.
У 80-х роках ХХ століття було запропоновано концепцію негайної тотальної допомоги (early total care — ETC), яка допускала одномоментне хірургічне лікування у перші 24 години після травми всіх пошкоджень, як порожнинних, так і ортопедичних. Концепція ЕТС стала золотим стандартом надання допомоги постраждалим із політравмою. Вона застосовувалася універсально в усіх групах постраждалих, незалежно від тяжкості ушкоджень.
Однак наприкінці 80-х років, з розвитком хірургії травм та ушкоджень, вона виявилася неефективною у пацієнтів, які мають критичні ушкодження. Тривале оперативне втручання у постраждалих з політравмою, особливо при торакальних, абдомінальних та черепно-мозкових ушкодженнях, з нестабільними гемодинамічними показниками, призводило до летального результату як під час проведення цих операцій, так і на 5–7 добу від важких ускладнень, що розвинулися, — респіраторний дистрес-синдром дорослих, поліорганна недостатність, пневмонія та сепсис.
Для оцінки прикордонних станів при політравмі в 1990 році Гоноверською школою політравм було запропоновано систему damage control — контроль ушкоджень. Термін damage control прийшов в медицину з військово-морського флоту (не зупиняти пошкоджений корабель, який стане легкою здобиччю противника, але закупорити пробоїну будь-яким доступним способом і попрямувати до найближчої судноверфі для повноцінного ремонту) і був перенесений до хірургії Mike Rotondo та Bill Schwab з Філадельфії.
Порівняльна характеристика тактик ЕТС та Damage control, проведена G. Taeger та співавт., показала, що при damage control операційна крововтрата в 10 разів менша, значно зменшуються травмуючий вплив операції та післяопераційні ускладнення.

## Покази до застосування тактики хірургії контролю пошкоджень
Критерії початку тактики хірургії контроля пошкоджень у постраждалого слід використовувати як окремо так і в комплексі.
В залежності від загальних показників:
- гіпотермія (<35 °С);
- інтраопераційні ознаки стійкого клітинного шоку (ацидоз рН <7,2, дефіцит основи >15 моль/л, лактат >5 ммоль/л, індекс споживання O2 <100 мл/хв/м2);
- коагулопатія (клінічні або лабораторні ознаки коагулопатії в передопераційних або інтраопераційних умовах (протромбіновий час [PT] і частковий тромбопластиновий час [PTT] > 1,5 рази від норми, відсутність видимих згустків крові під час операції або дифузне виділення з пошкоджених тканин);
- тривалість операції >90 хв;
- рефрактерна гемодинамічна нестабільність або попередня гіпоперфузія;
- необхідність масивної трансфузії компонентів крові (>10 одиниць).

Тип травми, що провокує виснаження та втрату резервних/компенсаторних ресурсів у травмованих:
- високоенергетична травма;
- численні проникаючі травми;
- вісцеральна травма в поєднанні з значною травмою судин.

Медико — тактичні умови:
- масове поступлення травмованих;
- недостатня кваліфікація хірурга для виконання необхідного втручання.

## Принципи
За своєю суттю операція з контролю пошкодження — це хірургічне втручання з метою підтримки фізіології, сумісної з життям.
Тактика контролю пошкоджень зансовується на боротьбі з «летальною тріадою» у тяжкохворих пацієнтів із серйозною кровотечею, яка впливає на гомеостаз, що призводить до метаболічного ацидозу, гіпотермії та посилення коагулопатії.
Успішна практика застосування тактики контроля пошкоджень вимагає від хірурга та анестезіолога наступного:
- Звести до мінімуму час операції та час перебування пацієнта на операційному столі;[3]
- Обмежити раннє використання кристалоїдів для реанімації та використовувати доступні продукти крові;[3]
- Використати дозволений рівень гіпотензії, особливо постраждалим від проникаючої травми;[3]
- Якщо необхідно корегувати коагулопатію за допомогою перпаратів транексамової кислоти;[3]
- Запобігти переохолодженню;[3]
- Зменшити забруднення рани;[3]
- Покращити оксигенацію;[3]

## Етапи тактики хірургії контролю пошкоджень

### Перший етап
Перший етап тактики хірургії контролю пошкоджень проводится максимально швидко з моменту госпіталізації постраждалого та усунення на етапі відділення екстреної (невідкладної) медичної допомоги/приймального відділення станів, що безпосередньо загрожують життю постраждалого. До моменту проведення хірургічного втручання першого етапу у постраждалого необхідно:
- зупинити масивну зовнішню кровотечу;
- відновити та забезпечити прохідність верхніх дихальних шляхів;
- забезпечити адекватну оксигенацію та функцію дихання, при наявності усунути напружений пневмоторакс;
- забезпечити належний венозний доступ та за необхідності розпочати масивну трансфузію компонентів крові;
- провести швидкий огляд постраждалого (травма огляд) та зупинити будь-яку зовнішню кровотечу;
- здійснити забір зразків крові у постраждалого для проведення лабораторних досліджень у об'ємі: загальний аналіз крові, групова належність та резус фактор, pH, дефіцит основ, лактат, фібриноген, іонізований кальцій;
- додатково: катетеризація сечового міхура, рентгенографія органів грудної порожнини, ургентна сонографія грудної та черевної порожнини, відповідно до протоколів eFAST. Проведення швидкого УЗД дослідження відповідно до протоколу FAST/eFAST на етапі відділення екстреної (невідкладної) медичної допомоги/приймального відділення може проводити будь-який лікар, що володіє відповідними навичками.

Об'єм першого етапу тактики хірургії контролю пошкоджень слід обмежити:
- гемостазом та попередженням контамінації, дренажами;
- дренуванням септичного джерела;
- тимчасовим закриттям черевної порожнини та грудної клітки (слід враховувати можливість розвитку компартмент синдрому, що спричиняє труднощі в закритті черевної чи грудної клітки);

### Другий етап
Другий етап тактики хірургії контролю пошкоджень слід здійснювати у відділенні інтенсивної терапії або іншому відділенні лікувального закладу в якому є можливість забезпечити необхідний об'єм інтенсивного лікування постраждалого. Тривалість другого етапу — до моменту стабілізації стану постраждалого та може тривати до 48 год. Критеріями метаболічної стабілізації стану постраждалого та можливості проведення третього етапу є:
- дефіцит основ <4 ммоль/л;
- лактат <2,5 ммоль/л;
- температура тіла (ректальна) >35 °С.

### Третій етап
Третій етап тактики хірургії контролю пошкоджень передбачає проведення повної хірургічної корекції пошкоджень у постраждалого. Об'єм хірургічного втручання визначається в залежності від наявних пошкоджень.

### Тактика інтенсивної терапії контролю пошкоджень
Інтенсивна терапія контролю пошкоджень слід розпочинати якомога швидше з моменту госпіталізації постраждалого в заклад охорони здоров'я та продовжувати під час всіх етапів тактики хірургії контролю пошкоджень. Компонентами інтенсивної терапії контролю пошкоджень є:
- активне зігрівання постраждалих.
- допустима (вимушена) гіпотензія (при відсутності ознак набряку головного мозку). Допустима (вимушена) гіпотензія передбачає підтримування показника середнього артеріального тиску на рівні 50-60 мм рт.ст. до моменту хірургічної зупинки кровотечі.
- раннє використання компонентів крові та обмеження інфузійної терапії кристалоїдами. При можливості слід максимально швидко обмежити введення постраждалому інфузійних розчинів кристалоїдів. У постраждалих слід застосовувати протокол масивної трансфузії компонентів крові.
- рання корекція коагулопатії. Слід вважати, що у всіх постраждалих, які потребують використання тактики хірургії контролю пошкоджень наявна коагулопатія, поки не буде спростовано лабораторними показниками.

Інтенсивна терапія контролю пошкоджень проводиться до моменту стабілізації цільових клінічних, гематологічних та лабораторних показників.
Використання тільки підходу тактики хірургії контролю пошкоджень без інтенсивної терапії контролю пошкоджень не несе переваг для постраждалого у порівнянні з традиційним хірургічним підходом.